# Ráng song quần
Ráng song quần hay còn gọi là ổ cặp, song quyết cái, (danh pháp khoa học là: Diplazium donianum) là một loài thực vật có mạch trong họ Woodsiaceae. Loài này được (Mett.) Tardieu miêu tả khoa học đầu tiên năm 1932.